# 颜士璋
颜士璋（1822年—1897年），字聘卿，山东曲阜人。四氏学廪生，清咸丰五年（1855年）中举，咸丰九年（1859年）进士及第。同治二年（1863年）授刑部河南司主事，同治五年（1866年）转升员外郎，补山西司主事，转江西司郎中，历充律例馆提调、秋审处总办，以廉干闻名，屡经奏调。朝廷两次官员考试，均定为“吏畏民怀”的一等官员。參與刺馬案的審理後，同治十年六月（1871年6月）外放為直隸河間知府，不久之後丁憂回鄉賦閒。